# Вернер, Иван
Иван Вернер (хорв. Ivan Werner, 18 июня 1887 — 26 июня 1944) — хорватский политик, член фашистской партии усташей, 30-й мэр Загреба, находившийся в должности в 1941—1944 годах. Вернер наиболее известен тем, что приказал снести Загребскую синагогу в 1941 году и сотрудничал с фашистами во время Холокоста.
Мясник по профессии, Вернер был экспертом по пищевой промышленности и логистике. Иван Вернер умер 26 июня 1944 года и был похоронен на загребском кладбище Мирогой.